# Pitkäluoto (ö i Södra Karelen, Imatra)
Pitkäluoto är en ö i Finland. Den ligger i sjön Simpelejärvi och i kommunen Parikkala i den ekonomiska regionen  Imatra ekonomiska region  och landskapet Södra Karelen, i den sydöstra delen av landet, 290 km nordost om huvudstaden Helsingfors. Öns area är 4,1 hektar och dess största längd är 400 meter i sydöst-nordvästlig riktning.